# Bloom of youth
『bloom of youth』（ブルーム・オブ・ユース）はBluem of Youthのデビューアルバム。1996年2月1日にエピックレコードジャパンよりリリースされた。

## 解説
- デビューシングル『最後の願い』、2ndシングル『10 Calls After』が収録されている。
- 全曲ロックナンバーである。

## 収録曲
1. モノトーン・デイズ
作詞:別所悠二、作曲・編曲:松ヶ下宏之
2. 最後の願い
作詞:別所悠二、作曲・編曲:松ヶ下宏之
3. Baby Face
作詞:別所悠二、作曲・編曲:松ヶ下宏之
4. Another Life
作詞:別所悠二、作曲・編曲:松ヶ下宏之
5. Winnin’Tonight
作詞:別所悠二、作曲・編曲:松ヶ下宏之
6. 10 Calls After
作詞・作曲・編曲:松ヶ下宏之
7. Scene
作詞:別所悠二、作曲・編曲:松ヶ下宏之
8. 休みをとろう
作詞・作曲・編曲:松ヶ下宏之
松ヶ下のソロ曲である。
9. Born on the Earth
作詞:別所悠二、作曲・編曲:松ヶ下宏之
10. Close by your side
作詞:別所悠二、作曲・編曲:松ヶ下宏之